# Distichodontidae
Дистиходові або дистиходонтові (Distichodontidae) — родина африканських тропічних і субтропічних прісноводних риб ряду харациноподібних.
Раніше ця група риб була відома як підродина Distichodontinae в складі родини Citharinidae, але згодом її ранг підвищили до окремої родини.
Зустрічаються в Африці — на її більшій частині, що лежить на південь від Сахари, а також у басейні Нілу, при цьому більше половини видів є ендеміками басейну Конго.
Станом на початок 2025 року було відомо 16 родів і 110 видів дистиходових:
- Belonophago  Giltay, 1929 (2 види)
- Congocharax  Matthes, 1964 (1 вид)
- Distichodus  Müller & Troschel, 1844 (28 видів)
- Dundocharax  Poll, 1967 (1 вид)
- Eugnathichthys  Boulenger, 1898 (3 види)
- Ichthyborus  Günther, 1864 (5 видів)
- Mesoborus  Pellegrin, 1900 (1 вид)
- Microstomatichthyoborus  Nichols & Griscom, 1917 (2 види)
- Monostichodus  Vaillant, 1886 (3 види)
- Nannaethiops  Günther, 1872 (2 види)
- Nannocharax  Günther, 1867 (43 види)
- Neolebias  Steindachner, 1894 (12 видів)
- Paradistichodus  Pellegrin, 1922 (1 вид)
- Paraphago  Boulenger, 1899 (1 вид)
- Phago  Günther, 1865 (3 види)
- Xenocharax  Günther, 1867 (2 види)

Distichodontidae — це помірно різноманітна група харациноподібних риб. Їх об'єднує наявність справжніх ктеноїдних лусок, а також принаймні кількох двостулкових зубів на кожній щелепі. В той же час існують помітні відмінності між окремими родами, особливо стосовно будови щелеп, що відображає їхні різноманітні харчові звички. Форма тіла може бути різною.
Дистиходові демонструють широку трофічну диверсифікацію. Серед них є рибоїдні (наприклад, Mesoborus), інвертоїдні (наприклад, Nannocharax), травоїдні (наприклад, Distichodus), всеїдні (наприклад, Xenocharax) риби, а також види, що спеціалізуються на харчуванні плавцями інших риб (щонайменше одинадцять видів так званих птеригофагів з родів Belonophago, Eugnatichthys, Ichthyborus і Phago). Зі способом харчування пов'язані два типових морфотипи серед представників родини. До першого морфотипу належать м'ясоїдні та травоїдні види. Вони можуть мати як високе, так і низьке тіло, а верхня щелепа в них не висувається. Види другого морфотипу (раніше їх визнавали окремою підродиною Ichthyborinae або й родиною Ichthyboridae) мають рухливу верхню щелепу, їхнє тіло зазвичай витягнуте, вони полюють на інших риб або їхні плавці.
Максимальна довжина 83 см (Distichodus niloticus).
Деякі види тримають в акваріумах.